# Don't Play Nice
Singles de Verbalicious
They Talk Shit About Me
(2008)
Don't Play Nice est le premier et unique single de la rappeuse britannique Verbalicious, connue aujourd’hui sous le nom de scène Natalia Kills. Il sort le 21 février 2005 sous les labels Adventures in Music et All Around the World. L’édition CD du single est distribuée au Royaume-Uni en premier lieu, avant d’être remastérisé au format numérique. Alors que l’artiste était prête à dévoiler son premier album, qui était encore en phase de production pour une parution l’année suivante, son label fait faillite. En plus des ventes critiques du single, cet évènement engendre l’annulation définitive de la sortie de l’album. Celui-ci, intitulé Verbal Issues, a été divulgué en ligne quelque temps plus tard.
Don't Play Nice a tout de même réussi à entrer dans les classements britannique et irlandais. La chanson bénéficie également d’un clip vidéo promotionnel. Elle avait été nommée pour obtenir la récompense Popjustice 20 £ Music Prize 2005, mais a perdu face au titre Wake Me Up des Girls Aloud. L’année suivante, elle apparaît dans la bande originale du film Lucky Girl. En 2007, elle est exploitée dans le quatrième épisode de la première saison de Greek, intitulé Choisir son camp.

## Classements
| Classement        | Meilleure position |
| ----------------- | ------------------ |
| Irlande (IRMA)    | 48                 |
| Royaume-Uni (OCC) | 11                 |

## Formats et éditions
| - Numérique 1. Don't Play Nice (version single) – 2:51 - Physique britannique 1. Don't Play Nice (version single) – 2:51 2. Don't Play Nice (Random Radio Mix) 3. Don't Play Nice (Mowgli Club Rub) – 4:41 4. Hey Boy – 5:03 5. Don't Play Nice (clip vidéo) | - Physique promotionnel britannique 1. Don't Play Nice (version single) – 2:51 2. Don't Play Nice (Mowgli Radio Edit) - Physique microsillon italien 1. Don't Play Nice (Mowgli Club Rub) – 4:41 2. Don't Play Nice (version single) – 2:51 |

## Historique de sortie
| Pays        | Date            | Format    |
| ----------- | --------------- | --------- |
| Royaume-Uni | 21 février 2005 | Numérique |